# Jacob De Gheyn l'Ancien
Jacob De Gheyn I ou Jacob De Gheyn l'Ancien (Utrecht, entre 1530 et 1538 - Anvers, ca. 1581) est un graveur, miniaturiste et peintre-verrier néerlandais.

## Biographie
Jacob De Gheyn est né à Utrecht dans les années 1530.
Il est actif à Anvers vers 1558, où il rejoint la guilde de Saint-Luc,. Il enseigne la gravure à son fils Jacob De Gheyn le Jeune ; son autre fils, Steven ne devient pas artiste. De Gheyn grave au burin et à l'eau-forte.
Jacob De Gheyn est mort au début des années 1580.

Sélection d'œuvres de Jacob De Gheyn I
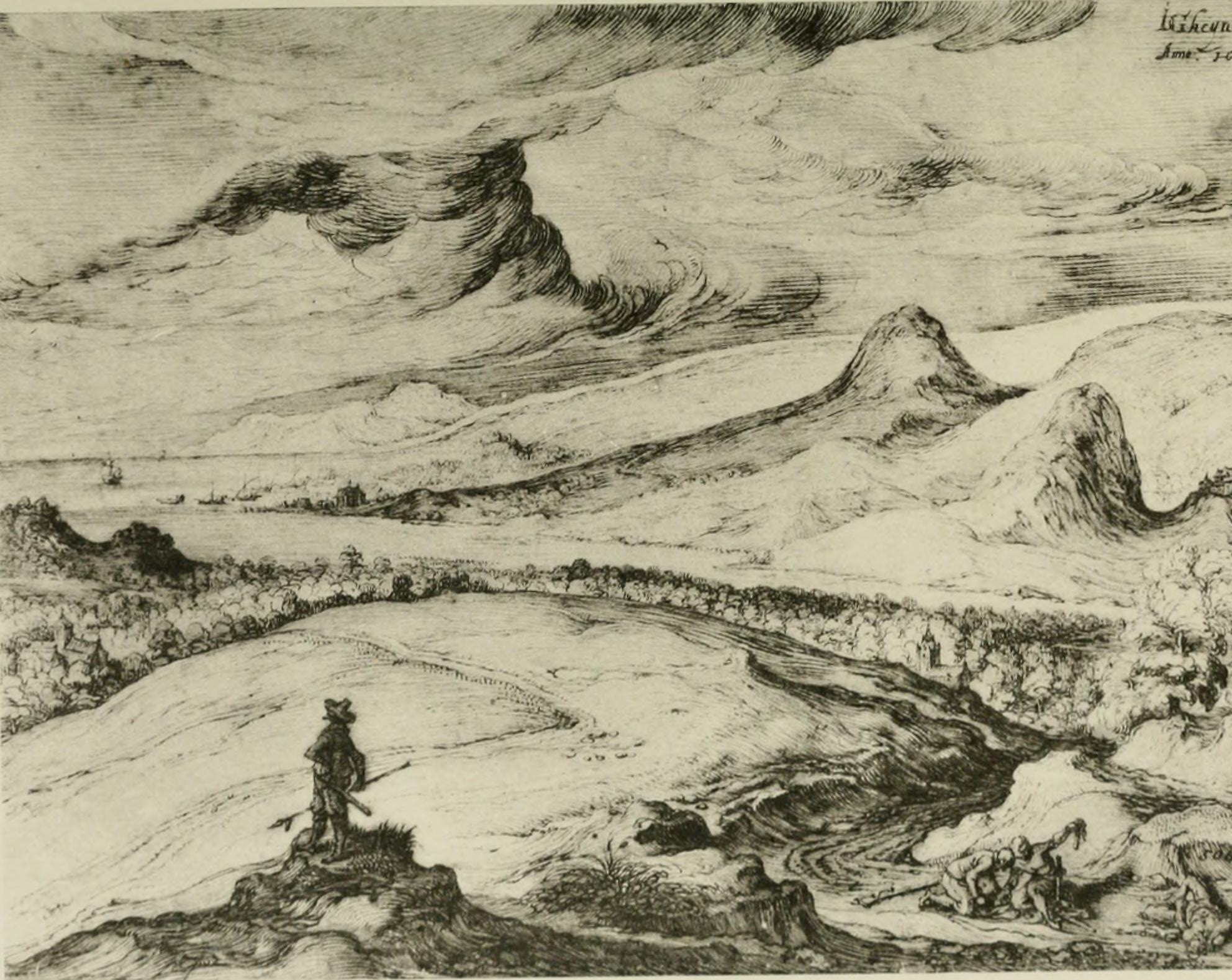
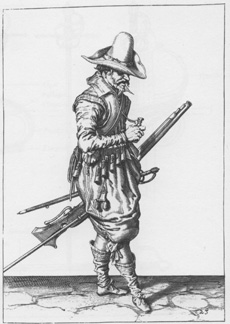
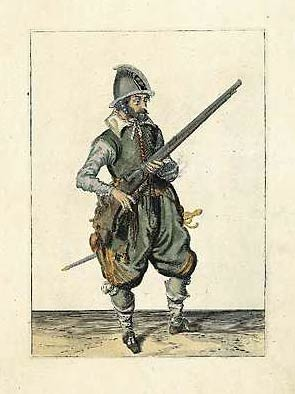
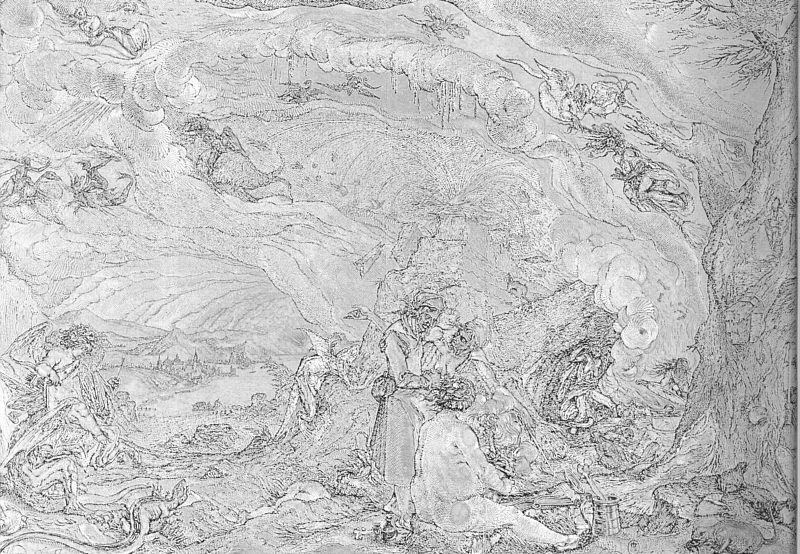